# Two O'Clock Courage
Two O'Clock Courage is een Amerikaanse film noir uit 1945 onder regie van Anthony Mann.

## Verhaal
Patty Mitchell rijdt bijna een man omver met haar taxi. Ze komt erachter dat hij aan geheugenverlies lijdt. Ze besluit hem te helpen, maar al spoedig blijkt dat de man van moord wordt verdacht.

## Rolverdeling
| Acteur          | Personage               |
| --------------- | ----------------------- |
| Tom Conway      | Ted Allison             |
| Ann Rutherford  | Patty Mitchell          |
| Richard Lane    | Al Haley                |
| Lester Matthews | Mark Evans              |
| Roland Drew     | Steve Maitland          |
| Emory Parnell   | Inspecteur Bill Brenner |
| Jane Greer      | Helen Carter            |
| Jean Brooks     | Barbara Borden          |